# 国道436号

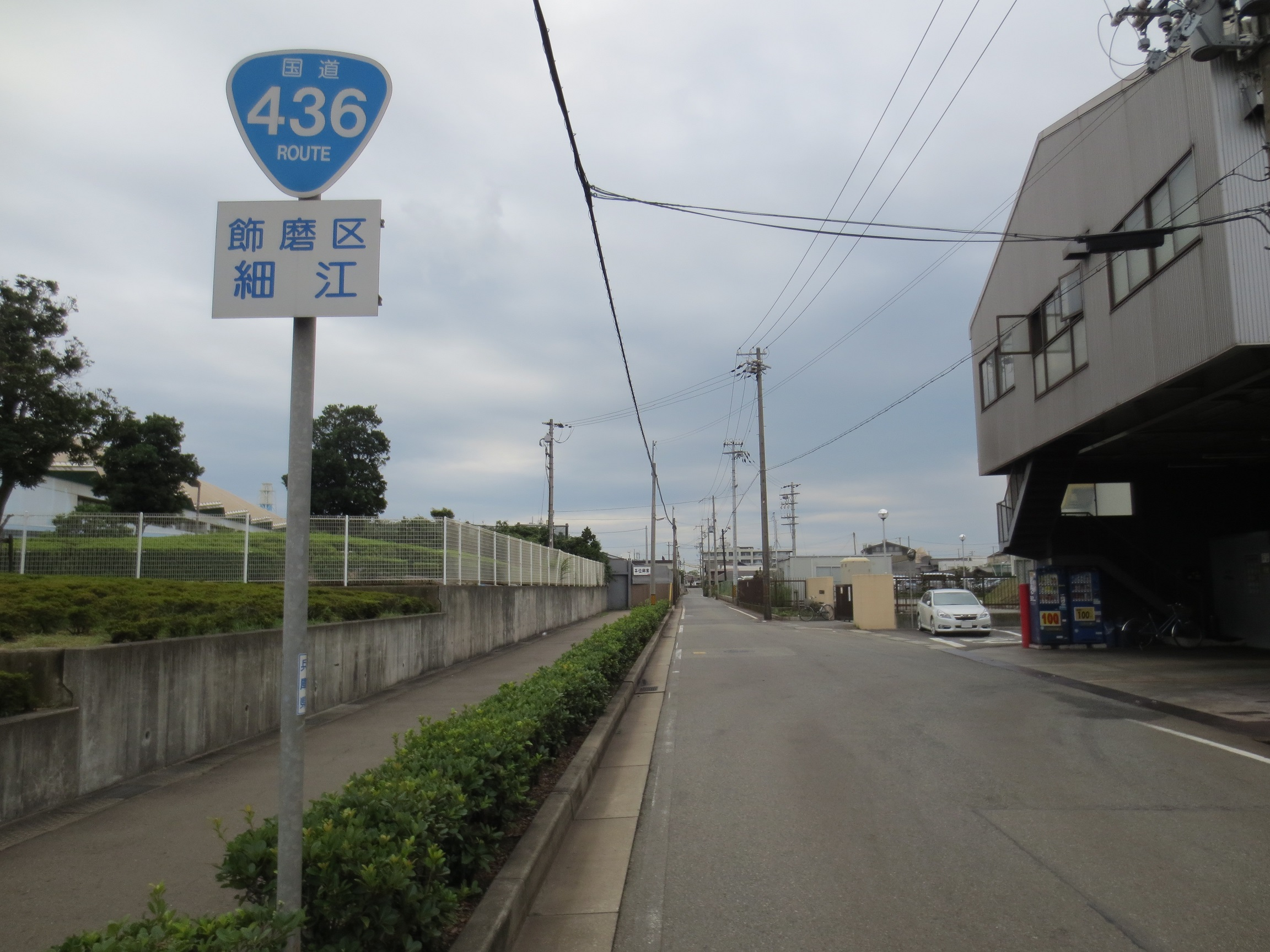
姫路みなとドーム前（2013年9月）。このあたりは狭隘である。進むとすぐに飾磨埠頭のフェリー乗り場に突き当たる

国道436号（こくどう436ごう）は、兵庫県姫路市から小豆島を経由して、香川県高松市に至る一般国道である。

## 概要
本州と四国を結ぶ一般国道の一路線で、姫路市から瀬戸内海・播磨灘を海上区間として、瀬戸内海に浮かぶ小豆島を縦断しながら、対岸の高松市とを結ぶ。陸上区間の実延長は30.4 kmで、そのうち29 km強が小豆島にある。また、高松港から高松市内の終点までは国道30号との重複区間であるため、香川県内の単独区間（実延長区間）は、小豆島内で終結する。海上区間は姫路港 - 小豆島の福田港および土庄港 - 高松港の2区間があり、2区間共に同じ会社が運航する。

### 路線データ
一般国道の路線を指定する政令に基づく起終点および重要な経過地は次のとおり。
- 起点：姫路市（末広橋交差点 = 国道250号交点）
- 終点：高松市（中新町交差点 = 国道11号上、国道30号・香川県道43号中徳三谷高松線旧道・香川県道155号牟礼中新線終点、国道32号・国道193号・国道492号・香川県道33号高松善通寺線起点）
- 重要な経過地：香川県小豆郡内海町[注釈 2]、同郡土庄町
- 総延長 : 96.6 km（兵庫県 35.3 km、香川県 61.3 km）重用延長、未供用延長（海上区間）を含む[3][注釈 3]
- 重用延長 : 2.1 km（兵庫県 - km、香川県 2.1 km）[3][注釈 3]
- 未供用延長 : 64.1 km（兵庫県 34.0 km、香川県 30.1 km）[3][注釈 3]
  - 未供用延長のうち海上区間 : 64.1 km（兵庫県 34.0 km、香川県 30.1 km）[3][注釈 3]
- 実延長 : 30.3 km（兵庫県 1.3 km、香川県 29.1 km）[3][注釈 3]
  - 現道 : 29.5 km（兵庫県 1.2 km、香川県 28.3 km）[3][注釈 3]
  - 旧道 : 0.9 km（兵庫県 0.1 km、香川県 0.8 km）[3][注釈 3]
  - 新道 : なし[3][注釈 3]
- 指定区間：国道30号、国道11号と重複する区間（香川県高松市・宇高国道フェリー乗り場前 - 中新町交差点（終点））[4]

## 歴史
- 1982年（昭和57年）4月1日 - 一般国道436号（姫路市 - 高松市）として指定（昭和56年4月30日政令第153号）。

## 路線状況

### バイパス
- 橘バイパス（小豆郡小豆島町橘 - 安田間 1.9 km） - 2011年（平成23年）5月31日供用。2001年（平成13年）に着手。幅員約11 m（トンネル部分は約10 m）で、2車線と片側の歩道からなる。橘トンネル（654 m）は香川県内6番目の長さ。橘峠付近は道幅が狭いうえに急カーブが続き、交通の難所とされていた。バイパスの完成で所要時間は約5分短縮[5]。

### 重複区間
- 国道30号（香川県高松市北浜町 - 高松市中新町・中新町交差点（終点））
- 国道11号（香川県高松市番町1丁目・番町交差点 - 高松市中新町・中新町交差点（終点））

### 海上区間
本州の兵庫県姫路港 - 小豆島の福田港と、小豆島の土庄港 - 四国の香川県高松港に海上区間が2区間があり、海上区間64.1 kmは総延長の6割以上を占める。この航路には、姫路 - 小豆島間、小豆島 - 高松間共に小豆島フェリーが運航する。
- 兵庫県
  - 姫路市・姫路港 - 小豆郡小豆島町・福田港：小豆島フェリー（概ね2時間おき・7便。多客期増便あり）
- 香川県
  - 小豆郡土庄町・土庄港 - 高松市・高松港：小豆島フェリー（概ね1時間おき・15便、並行して高速船あり）

### 道路施設

#### 橋梁
- 香川県
  - 木ノ庄橋（木庄川、小豆郡小豆島町）
  - 片城大橋（片城川、小豆郡小豆島町）
  - 別当大橋（別当川、小豆郡小豆島町）
  - オリーブ大橋（伝法川、小豆郡土庄町）

#### トンネル
- 香川県
  - 橘トンネル：延長654 m、2010年（平成22年）竣工、小豆郡小豆島町
  - 新町隧道：延長93 m、1942年（昭和17年）竣工、小豆郡土庄町

#### 道の駅
- 香川県
  - 小豆島オリーブ公園（小豆郡小豆島町）

## 地理

### 通過する自治体
- 兵庫県
  - 姫路市
- 香川県
  - 小豆郡小豆島町 - 小豆郡土庄町 - 高松市

### 交差する道路
| 交差する道路 | 都道府県名 | 市町村名 | 市町村名 | 交差する場所 | 交差する場所                   |
| --- | ---------- | -------- | -------- | ------------ | ------------------------------ |
| 国道250号 | 兵庫県     | 姫路市   | 姫路市   | 飾磨区細江   | 末広橋交差点 / 起点            |
| 海上区間 |            |          |          |              |                                |
| 香川県道26号土庄福田線 | 香川県     | 小豆郡   | 小豆島町 | 福田         |                                |
| 香川県道248号橘大角坂手港線 | 香川県     | 小豆郡   | 小豆島町 | 橘           |                                |
| 香川県道28号坂手港線 | 香川県     | 小豆郡   | 小豆島町 | 安田         | 小豆島町安田交差点             |
| 香川県道29号寒霞渓公園線 | 香川県     | 小豆郡   | 小豆島町 | 草壁本町     | 小豆島町草壁本町交差点         |
| 香川県道251号蒲野西村線 | 香川県     | 小豆郡   | 小豆島町 | 西村         | 小豆島町竹生交差点             |
| 香川県道252号上庄池田線 | 香川県     | 小豆郡   | 小豆島町 | 池田         | 小豆島町迎地（むかいじ）交差点 |
| 香川県道250号三都港平木線 | 香川県     | 小豆郡   | 小豆島町 | 池田         | 小豆島町平木交差点             |
| 香川県道26号土庄福田線 | 香川県     | 小豆郡   | 土庄町   | 淵崎甲       | 土庄町渕崎交差点               |
| 香川県道254号本町小瀬土庄港線 / 新道 | 香川県     | 小豆郡   | 土庄町   | 甲           | 銀波浦交差点                   |
| 香川県道26号土庄福田線 | 香川県     | 小豆郡   | 土庄町   | 甲           | 土庄町土庄交差点               |
| 香川県道254号本町小瀬土庄港線 重複区間起点 | 香川県     | 小豆郡   | 土庄町   | 甲           |                                |
| 香川県道254号本町小瀬土庄港線 重複区間終点 | 香川県     | 小豆郡   | 土庄町   | 甲           | 土庄町吉ケ浦交差点             |
| 海上区間 |            |          |          |              |                                |
| 国道30号 重複区間起点 | 香川県     | 高松市   | 高松市   | 北浜町       |                                |
| 香川県道173号高松停車場栗林公園線 | 香川県     | 高松市   | 高松市   | 寿町1丁目    | 高松駅前交差点                 |
| 香川県道159号高松港線 | 香川県     | 高松市   | 高松市   | 寿町2丁目    |                                |
| 国道11号 重複区間終点 | 香川県     | 高松市   | 高松市   | 番町1丁目    | 番町交差点                     |
| 国道11号 重複区間終点 国道30号 重複区間終点 国道32号 国道193号 国道492号 香川県道33号高松善通寺線 香川県道43号中徳三谷高松線 / 旧道 香川県道155号牟礼中新線 | 香川県     | 高松市   | 高松市   | 中新町       | 中新町交差点 / 終点            |

### 峠
- 香川県
  - 大峠（小豆郡小豆島町）